# 片思い世界
『片思い世界』（かたおもいせかい）は、2025年4月4日に公開された日本映画。監督は土井裕泰、脚本は坂元裕二のオリジナル脚本。主演は広瀬すず、杉咲花、清原果耶。
悩み迷いながらも優しさを失わずに、東京の片隅の古い一軒家で一緒に暮らす若い女性たちの「片思い」が描かれる。
当初2024年の公開を予定していたが、撮影中に起きた事故（後述）のために延期となった。

## あらすじ
相良美咲、片石優花、阿澄さくらは同じ児童合唱団に所属している。本番前日のある日、美咲はリハーサル室でオリジナルの音楽劇の台本を完成させ、高杉典真に音楽を付けてもらおうとしていた。そこに他の児童たちがやってきて本番前の記念撮影が行われるが、典真はたまたま席を外していた。
12年後、20代になった美咲たち3人は、東京の古い一軒家で暮らしている。美咲はOL、さくらは水族館で働き、優花は大学に通っている。ある日、優花は12年会っていなかった母の彩芽が花屋の仕事をしている姿を偶然見かける。
一方、さくらは、美咲がいつもバスで乗り合わせる青年に想いを寄せていることに気づく。その青年は成長した典真であった。さくらは典真が桜田奈那子とピアノのコンサートに行くことを知り、美咲を連れてコンサート会場を訪れるが、周囲の人間はさくらと美咲が目立つ言動をしたにもかかわらず、彼女たちには全く気づいていない。
12年前、記念撮影の直後のリハーサル室に当時中学生の増崎要平が凶器を持って侵入し、合唱団の児童らを襲い、次々に殺傷する事件が起きている。殺害された美咲たち３人は、一切世界に干渉することができず観測もされない幽霊となり、3人だけの世界で共同生活をしていた。3人が暮らしている一軒家は、元の世界では長く空き家となっていたが、ある日ついに買い手がついてしまう。
大学で素粒子物理学を勉強している優花は、その理論を応用して元の世界に帰ることができるのではと考える。素粒子物理研究所に侵入し資料を漁った美咲とさくらは、いつも聴いているラジオのパーソナリティである津永悠木という人物は実は物理学者であり、幽霊の世界を認識していると知る。津永はラジオの電波を使って幽霊たちに呼びかけ、元の世界に戻る方法を伝えていた。津永によれば、幽霊が強く心に想っている相手と心を通わせることで元の世界からの「観測」が可能となり、元の世界に戻れるのだという。
優花は母の元に帰りたいと願い、さくらは刑期を終えて出所した増崎に会って自分たちが殺された理由を知ることを望む。一方、元の家庭環境に恵まれなかった美咲は3人での生活に満足しており、乗り気でない様子を見せる。津永が指定した「観測」の時刻までの100時間の間に、優花は彩芽と、さくらは増崎と接触を試みる。
予定時刻12時間前、彩芽が増崎の元を訪れる。彩芽は別の家庭を持っても消えることのなかった優花への思いをぶつけるが、増崎は彩芽が求める、優花たちを殺した理由を語らない。2人は争いとなり、彩芽に殺意を抱いて追いかけた増崎が自動車にはねられ重体となる。彩芽の無事に優花らはほっとし、彼女が懐に持っていた優花の遺品のハンカチに、優花が好きな三日月型のクッキーが包まれているのを見つける。それを見た美咲、さくらは母娘の気持ちが通じたのだと考え、約束の場所である灯台へ急ぐ。
日の出の時刻、津永が指定した灯台の上で現世への想いを精一杯念じた3人は、本当にこれで戻れたのだろうかと半信半疑の思いで地上へ降りる。そこで海辺に歩いてきた男性・井出文生に声をかけられたと思い反応するが、彼が話しかけたのはそばにいた別の若者であり、3人は計画が失敗に終わったことを知り笑い合う。
帰りのバスの車中から典真を見かけた美咲は、優花とさくらに背中を押されその後を追う。事件以来ピアノをやめている典真を心配した合唱団の指揮者・加山次郎は、典真に次の合唱コンクールの伴奏を依頼していたが、典真はこれを断り、楽譜を返しに加山のもとを訪れる。典真は加山の勧めであのリハーサル室に入り、かつて美咲が残した音楽劇の台本に気づいて手に取る。典真が読み上げる台本の台詞に美咲が暗唱して声を重ね、心を通わせる。典真は何かを決心したようにピアノに向かい、演奏を始める。
美咲の提案により、優花とさくらを含めた3人は次の児童合唱コンクールのステージに立つことを決心する。本番当日、3人は加山の指揮、典真のピアノ伴奏で児童たちと一緒に「声は風」を歌いあげる。
3人が12年間暮らした家では新しい住人のためにリフォームが始まる。引っ越しすることに決めた3人は荷物をまとめ、新居を求めて旅立っていく。

## キャスト

### 主要人物
相良美咲（さがら みさき）〈22〉
演 - 広瀬すず（10歳時：太田結乃）
長女的存在。不動産会社勤務。児童合唱クラブでは音楽劇の台本を書き上げ、典真に音楽を付けてもらおうとしていた。
片石優花（かたいし ゆうか）〈21〉
演 - 杉咲花（9歳時：吉田帆乃華）
大学で量子力学や素粒子の勉強をしている。控えめで思慮深く、優しい性格で誰かが落ち込んでいたら率先して励ます。
阿澄さくら（あずみ さくら）〈20〉
演 - 清原果耶（8歳時：石塚七菜子）
末っ子的存在。天真爛漫で行動的。生き物が好きで水族館でアルバイトをしている。3人の内では一番しっかり者。

### 美咲・優花・さくらに関わる人物
高杉典真（たかすぎ てんま）〈23〉
演 - 横浜流星（11歳時：林新竜）
スーパーの店員をしている。児童合唱クラブではピアノの演奏をしており、優れた才能を発揮していた。
美咲ら3人が殺された事件の時に現場にいなかったことをずっと悔やんでいる。
桜田奈那子（さくらだ ななこ）
演 - 小野花梨
典真とラフマニノフのピアノコンサートに行く女性。
増崎要平（ますざき ようへい）
演 - 伊島空
12年前の児童合唱団の殺傷事件の加害者。服役を終えて出所し、港湾の倉庫管理会社での作業に従事している。
加山次郎（かやま じろう）
演 - 田口トモロヲ
児童合唱団の指導者。コンクールで指揮者をしている。
津永悠木（つなが ゆうき）
声 - 松田龍平
美咲たちがよく聴くラジオ番組のパーソナリティ。

### 美咲の関係者
美咲の勤めるオフィス・上司
演 - 川島潤哉
美咲の勤めるオフィス・幹事
演 - 影山祐子
美咲も参加した会社の飲み会の幹事をする。
美咲の勤めるオフィス・社員A、B
演 - 名村辰、長谷川ティティ
洗面所の酔った女性客
演 - 小島梨里杏
職場の飲み会に来た美咲と洗面所で居合わせ、心配して声をかけられる。

### 優花の関係者
木幡彩芽（こばた あやめ）
演 - 西田尚美
優花の母。花屋で勤務している。現在は再婚して娘が1人いる。
木幡海音（こばた みおん）〈6〉
演 - 清水珠愛
彩芽の娘。優花の異父妹。
木幡啓史（こばた けいし）
演 - 望月章男
彩芽の現在の夫。海音の父親。
大学教授
演 - 金子清文
優花が通う大学の教授。
大原知基（おおはら ともき）
演 - 秋谷郁甫
優花が通う大学の学生。
花屋の客
演 - 管勇毅
彩芽が勤務する花屋の客。優花がいる時に来店する。

### さくらの関係者
加村大翔（かむら ひろと）
演 - 諏訪珠理
水族館でのさくらの同僚。
村上直行（むらかみ なおゆき）
演 - 尾上寛之
水族館でのさくらの先輩職員。

### その他
ストリートミュージシャン
演 - moonriders
岡田・妻
演 - 河井青葉
美咲たちが住んでいる家を夫と一緒に内見に来る。
岡田・夫
演 - 小久保寿人
大岩
演 - 吉岡睦雄
不動産業者。岡田夫妻の内見の案内をする。
施工業者
演 - 笠松伴助
美咲たちが住んでいる家をリフォームしようとする業者。
出版社・編集者
演 - 新名基浩
週刊誌で12年前の事件の加害者少年の出所の記事などを掲載する。
事件を語る父親
演 - 味方良介
12年前の事件について娘に聞かれて語る。
事件を語る母親
演 - 土居志央梨
港湾の作業員
演 - 木村知貴、鈴木武　
増崎の同僚職員。
赤ん坊に気付く男A、B
演 - 岡本智礼、一條恭輔
優花たちが車内に放置された赤ちゃんを見て、助けを求めて走り回り、やっと気付いてくれた2人の男性。
バス車内の中年男性
演 - 上ノ茗真二
乗り合わせた典真が楽譜を落としたのを知らせる。
井出文生（いで ふみお）
演 - 赤堀雅秋
漁業者ふうの男性。美咲たちが話しかけられたと勘違いする。
釣りをしている若者
演 - 河原楓
井出文生から声をかけられる。
おばけの女性
演 - 鉾久奈緒美
美咲たちが家で観ていたホラー映画の出演者。さくらが「この幽霊は実際と違う」と言い出す。
ダンスを踊っている若者たち
演 - Hoodie fam

## スタッフ
- 監督 - 土井裕泰
- 脚本 - 坂元裕二
- オリジナル劇中歌 - 「声は風」[5]
  - 作詞 - 明井千暁[注 4]
  - 作曲 - 大薮良多、山王堂ゆり亜
  - 編曲 - 小林真人[14]
- インフォーマルソング - FYURA「声は風」
- 撮影 - 鎌苅洋一、小林拓[15]
- 照明 - 秋山恵二郎[15]
- 録音 - 加藤大和[15]
- 音楽 - 鈴木慶一[15]
- 美術 - 原田満生、佐久嶋依里[15]
- 装飾 - 石上淳一[15]
- 編集 - 穗垣順之助（J.S.E.）[15]
- VFXプロデューサー - 赤羽智史[15]
- 特機 - 実原康之[15]
- 衣装 - 立花文乃[15]
- ヘアメイク - 豊川京子、宮崎智子[15]
- スクリプター - 加山くみ子[15]
- 助監督 - 足立博[15]
- 製作担当 - 宮下直也[15]
- 企画 - 孫家邦、菊地美世志、那須田淳[15]
- プロデューサー - 土井智生、伊達真人[15]
- 特別協力 - 杉並児童合唱団[15]
- 助成 - 文化庁文化芸術振興費補助金（日本映画製作支援事業）独立行政法人日本芸術文化振興会
- 配給 - 東京テアトル、リトルモア[15][16]
- 製作プロダクション - リトルモア、フィルムメイカーズ[16]
- 製作幹事 - TBSスパークル、リトルモア[16]
- 製作 - 「片思い世界」製作委員会（TBSスパークル、東京テアトル、テレビ東京、TBSテレビ、ジェイアール東日本企画、CBCテレビ、MBS、U-NEXT、テレビ大阪、BSテレビ東京、TCエンタテインメント、フィルムメイカーズ、リトルモア）

## 撮影中の事故
2023年6月、本作のロケ車が移動していたところに対向車線を走行していたトラックが急に車線を変更したことから本作の監督や撮影スタッフが交通事故に巻き込まれ、重傷を負った。その後、取材に対して土井監督は「いまはもう快方に向かっています。ご心配いただくようなことはありませんよ。もう大丈夫です」と自身の状況を伝えている。撮影していた本作は公開が延期されたが、2025年4月に無事公開されることが発表された。

## 主なロケ地
東京都目黒区
fanフラワーカレッジ&ショップ - 木幡彩芽が勤める花屋。優花が訪れ母の仕事をそっと見守る。
東京都千代田区
よみうり大手町ホール - ラフマニノフのピアノコンサートの会場。典真と奈那子を追って美咲とさくらが訪れる。
千葉県銚子市
犬吠埼灯台 - 美咲たち3人が訪れる灯台。
埼玉県入間市
武蔵野音楽大学・入間キャンパス「バッハザール」 - 合唱コンクールの会場。美咲たち3人も児童たちと一緒に「声は風」を歌う。